# 2615 Saito
2615 Saito је астероид главног астероидног појаса. Приближан пречник астероида је 24,44 ,
а средња удаљеност астероида од Сунца износи 3,173 астрономских јединица (АЈ).
Инклинација (нагиб) орбите у односу на раван еклиптике је 4,268 степени, а орбитални период износи 2064,525 дана (5,652 година). Ексцентрицитет орбите астероида износи 0,158.
Апсолутна магнитуда астероида износи 12,20 а геометријски албедо 0,039.
Астероид је откривен 4. септембра 1951. године.